# Test di Kleihauer-Betke
Il test di Kleihauer-Betke (KB), fissaggio di Kleihauer-Betke o Kleihauer test è un test del sangue usato per misurare l'ammontare di emoglobina fetale trasferita da un feto al sangue della madre.
È di solito eseguito su madri Rh-negative per quantificare le immunoglobuline Rho(D) (RhIg) per inibire la formazione di anticorpi nella madre e prevenire la malattia da Rh nei futuri figli Rh positivi.

## Dettagli
Il test KB è usato per quantificare l'emorragia materno-fetale (FMH). Utilizza la normale resistenza del sangue fetale alle soluzioni acide. Uno striscio di sangue viene preparato dal sangue della madre, ed esposto a un bagno acido. Questo rimuove l'emoglobina adulta, ma non la fetale, dalle emazie. Successivamente, utilizzando il metodo di Shepard,, i globuli rossi del feto appaiono rosso-rosa, mentre i globuli rossi adulti appaiono come ombre "ghosts". 2000 cellule vengono contate sotto il microscopio e la percentuale di cellule materne e fetali viene calcolata.
Se il test risulta positivo nel postpartum dovrebbe essere eseguito un nuovo controllo per la possibilità di un falso positivo, ad esempio, nel trait falcemico
In confronto alle tecniche più avanzate e costose come la citometria a flusso il test KB è estremamente sensibile.